# سيلاس وير ميتشل (ممثل)
سيلاس وير ميتشل (30 سبتمبر 1969) هو ممثل أمريكي. اشتهر بدور تشارلز "هايواير" باتوشيك في مسلسل فوكس التلفزيوني بريزون بريك (2005-2007)، ودور دوني جونز في اسمي إيرل (2005-2009)، وبشخصية مونرو في المسلسل التلفزيوني لشبكة إن بي سي جريم (2011-2017).

## أعمال

### أفلام
- (2001) سباق الفئران
- (2009) هالووين 2[4]

### مسلسلات
- 24
- اسمي إيرل
- الملفات الغامضة
- جاغ
- ميامي
- نيويورك
- بريزون بريك

## وصلات خارجية
- سيلاس وير ميتشل على موقع IMDb (الإنجليزية)
- سيلاس وير ميتشل على موقع ألو سيني (الفرنسية)
- سيلاس وير ميتشل على موقع أول موفي (الإنجليزية)
- سيلاس وير ميتشل على موقع قاعدة بيانات الفيلم (الإنجليزية)
- سيلاس وير ميتشل على موقع كينوبويسك (الروسية)